# Andō Nobumasa
Andō Nobumasa (安藤 信正, 10 janvier 1819 – 20 novembre 1871) est un daimyo de la fin de l'époque d'Edo qui dirige le domaine d'Iwakidaira. Rōjū du shogunat Tokugawa, il est actif à la suite de l'assassinat d'Ii Naosuke. Andō lui-même est l'objet d'une tentative d'assassinat, appelée l'incident de Sakashitamon.
En 1868, durant la guerre de Boshin, Nobumasa prend en charge la gouvernance d'Iwakidaira, et mène ses forces dans le cadre de l'alliance du Nord (l'Ōuetsu Reppan Dōmei).

## Incident à l'extérieur de la porte Sakashita
En 1862, six samouraï du domaine de Mito tentent d'assassiner Andō à l'extérieur de la porte Sakashita du château d'Edo. Andō survit de peu à cette attaque. Rutherford Alcock est impressionné de voir Andō apparaître avec son corps bandé et montrant son esprit comme autorité du pays, juste après qu'il a été grièvement blessé.